# Popis hrvatskih veleposlanika u Finskoj
Republika Hrvatska i Republika Finska održavaju diplomatske odnose od 19. veljače 1992. Sjedište veleposlanstva je u Helsinkiju.

## Veleposlanici
Veleposlanstvo Republike Hrvatske u Republici Finskoj osnovano je odlukom predsjednika Republike od 30. lipnja 1997.
| Veleposlanik       | Postavljenje       | Opoziv             | Sjedište  |
| ------------------ | ------------------ | ------------------ | --------- |
| Damir Perinčić     | 28. veljače 1994.  | 1. rujna 1996.     | Stockholm |
| Mladen Ibler       | 15. svibnja 1997.  | 28. lipnja 1998.   | Stockholm |
| Željko Bošnjak     | 29. lipnja 1998.   | 1. studenoga 2002. | Helsinki  |
| Marin Andrijašević | 5. lipnja 2003.    | 31. prosinca 2006. | Helsinki  |
| Damir Kušen        | 1. siječnja 2007.  | 31. srpnja 2012.   | Helsinki  |
| Krešimir Kopčić    | 1. kolovoza 2012.  | 31. kolovoza 2017. | Helsinki  |
| Josip Buljević     | 5. listopada 2017. |                    | Helsinki  |

## Vanjske poveznice
- Finska na stranici MVEP-a